# Ana da Prússia (1836–1918)
Maria Ana Frederica da Prússia (em alemão:  Marie Anna Friederike von Preußen; 17 de maio de 1836 - 12 de junho de 1918) foi uma princesa da Prússia, chamada normalmente de Ana.

## Vida

### Pretendentes

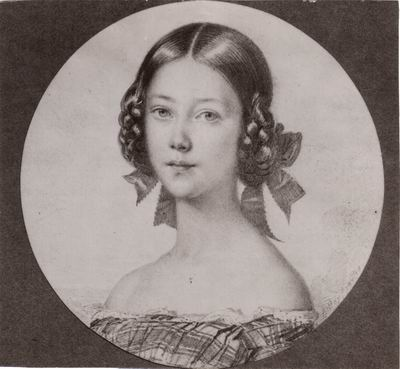
Ana na juventude

Ana era a mais nova dos filhos do príncipe Carlos da Prússia e da princesa Maria de Saxe-Weimar-Eisenach.
Sendo uma princesa jovem e bonita, Ana atraía muitas atenções na corte. No inverno de 1852, o jovem imperador Francisco José I da Áustria conheceu-a em Berlim, apaixonou-se e quis pedi-la em casamento. A sua mãe escreveu à sua irmã, a princesa Ludovica da Baviera, dizendo que "a felicidade que se mostrou a ele como um sonho efémero, deixou uma impressão no seu coração - ai de mim - muito mais forte e profunda do que tinha pensado."' Contudo, Ana já estava noiva na altura e, para piorar a situação, havia muitos contra uma aliança com a Áustria. A mãe de Francisco José, Sofia da Áustria, perguntou "será que há alguma esperança deste triste casamento, que estão a impor a esta encantadora Ana e que não lhe deixa qualquer probabilidade de felicidade, ser impedido?", mas de nada serviu. Os pais de Ana estavam decididos a casa-la com o herdeiro de Hesse-Cassel.

### Casamento e descendência
No dia 26 de maio de 1853, Ana casou-se com o príncipe Frederico Guilherme de Hesse-Cassel no Palácio de Charlottenburg em Berlim. Ana foi a segunda esposa do seu marido que, nove anos antes, tinha passado por uma experiência traumática ao perder a sua adorada primeira esposa, a princesa Alexandra Nikolaevna da Rússia, quando esta dava à luz o primeiro filho do casal. Frederico nunca ultrapassou esta perda que aconteceu menos de um ano depois do seu casamento com Alexandra e acredita-se que tenha sido essa a razão pela qual a sua relação com Ana era educada, mas distante.
Tiveram seis filhos:
- Frederico Guilherme II de Hesse (1854–1888); nunca se casou, morreu numa viagem de barco entre a Batava e Singapura.
- Isabel Alexandra Carlota de Hesse (1861–1955); casada com o príncipe Leopoldo Frederico de Anahalt e com descendência.
- Alexandre Frederico de Hesse (1863–1945); casado com a baronesa Gisela Stockhorner von Starheim e com descendência.
- Frederico Carlos de Hesse, rei da Finlândia (1868–1940); casado com a princesa Margarida da Prússia e com descendência.
- Maria-Polixena de Hesse (1872–1882); morreu aos 10 anos de idade.
- Sibila Margarida de Hesse (1877–1925); casada com o barão Friedrich von Vincke (divorciados em 1923).

Vitória, princesa real, escreveu sobre Ana:
"(…)[ela] é muito bonita, a figura mais esplêndida alguma vez vista, mas não gosto muito do estilo dela, os vestidos dela são muito mais cheios do que os da imperatriz e não suporto isso; e não gosto de ver as princesas a dançar por aí com toda a gente (…)"
Ana também posou num dos mais conhecidos quadros de Franz Xavier Winterhalter, no qual aparece usando um vestido justo de tule com seda cor-de-rosa por cima.
Contudo, Ana era também uma mulher muito inteligente que presidia uma tertúlia da corte com artistas e músicos ilustres, incluindo Johannes Brahms, Clara Schumann, Anton Rubinstein e Julius Stockhausen. Era também uma pianista clássica muito bem treinada e de grande talento e habilidade que tinha estudado com Theodor Kullak.

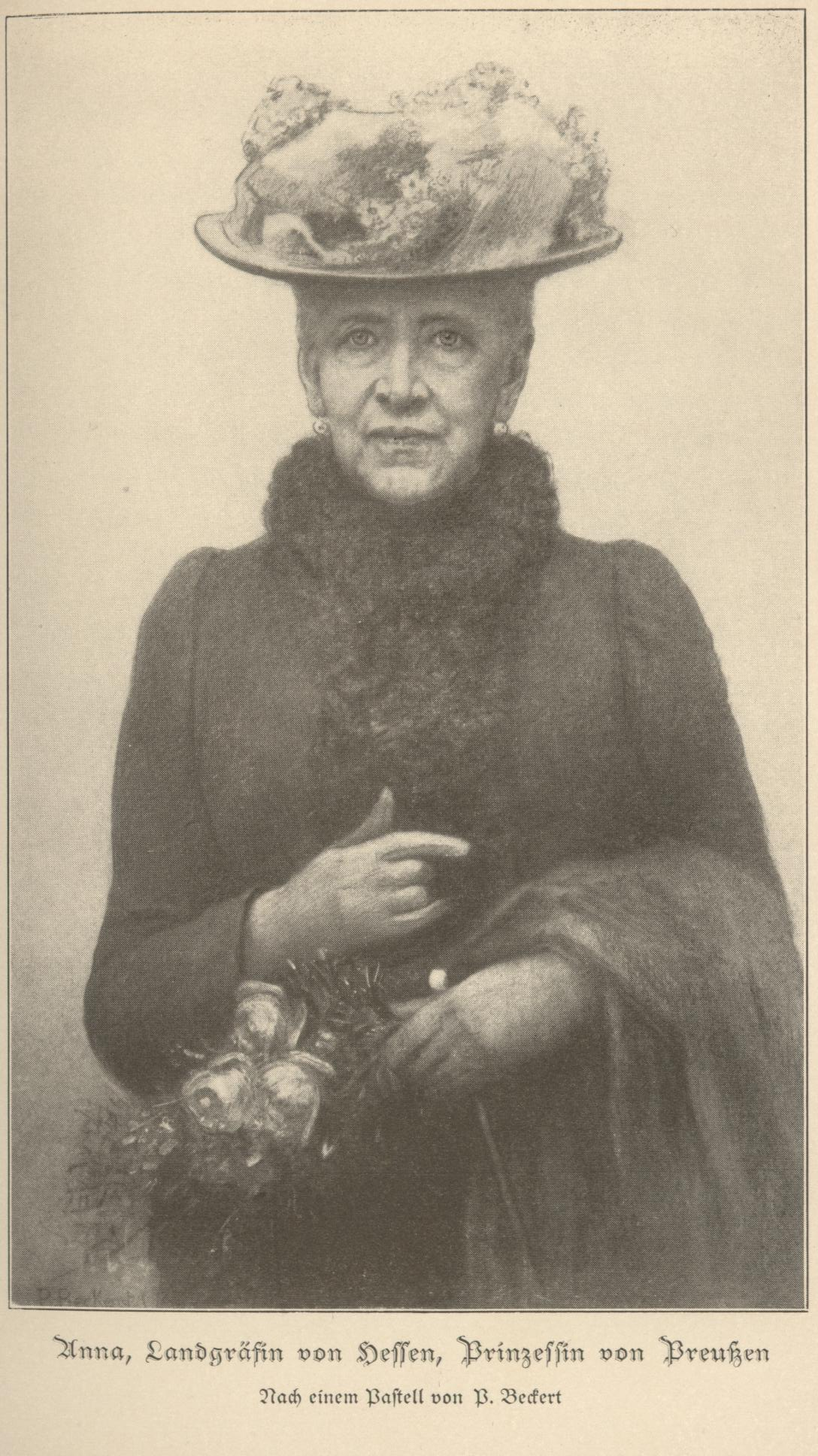
Ana em 1916

Num acto invulgar para uma condessa de Hesse, Ana converteu-se ao catolicismo em 1901, algo que levou a complicações políticas.

## Morte
Ana morreu no dia 12 de junho de 1918, em Frankfurt aos 82 anos. Está enterrada na Catedral de Fulda perante o altar de Santa Ana. A sua lápide diz: Hic iacet Serenissima Landgrafia Hassiae ANNA Principissa Borussiae nata Berolini die 17. maii 1836 obiit Francofurti die 12. junii 1918 + Misericordias Domini in aeternum cantabo R.I.P. ("Aqui jaz a mais serena condessa de Hesse, ANA, princesa da Prússia, nascida em Berlim a 17 de maio de 1836 e falecida em Frankfurt a 12 de junho de 1918. Cantarei as misericórdias do Senhor para sempre. Descansa em paz.")